# Anser
Pour les articles homonymes, voir Anser (homonymie).
Genre
Anser est un Le genre d'oiseaux de la famille des Anatidae qui regroupe huit espèces d'oies. Ces oiseaux, de grande taille, se rencontrent dans l'hémisphère nord. Toutes les espèces sont sociables et migratrices, en vol, elles adoptent des formations en V typiques. Les oies se nourrissent principalement au sol en broutant l'herbe.

## Description
La plus lourde des oies du genre Anser est l'Oie cendrée avec de 2,5 à 4,1 kg et la plus petite est l'Oie de Ross avec un poids de 1,2 à 1,6 kg. Toutes les oies de ce genre ont les pattes et palmures roses ou orange et les becs de couleur rose, orange ou noir. La plumage de l'arrière-train est toujours plus ou moins blanc, et quelques-unes ont également un plumage de la tête tout ou partiellement blanc. Le corps, le cou et le dos sont gris ou blancs, les rémiges primaires, quelquefois secondaires, sont noires ou noirâtres. Les oies les plus proches génétiquement, celles du genre Branta, ont des pattes noires et un plumage en général plus sombre.
Le dimorphisme sexuel est pratiquement inexistant chez ces espèces.
Il est facile de distinguer parmi ces oies, trois espèces subarctiques au plumage blanc. Ces espèces qui vivent nichent près du Détroit de Béring, ont un bec rouge sauf celui des mâles adultes de l'Oie de Ross dont la cire est granuleuse et bleu-noir. Elles ont des plumages différents selon les saisons, dont une phase au moins est blanche. Le plumage de la tête est toujours blanc, ce qui ne se retrouve que chez les races d'oie domestique. Le reste du plumage est à dominante blanche, avec quelquefois des teintes gris-bleu. On les nomme les oies blanches, les autres oies de ce genre étant appelées oies grises.
La taille corporelle, la taille du bec, la vitesse de développement, et la stratégie de migration sont fortement corrélées. En effet les petites espèces vivent en Arctique, elles ont un plus petit bec, leurs jeunes se développent plus rapidement dans le court été arctique, et effectuent des plus longues migrations en descendant plus au sud que les espèces plus grandes. Les espèces les plus grosses, s'accommodent mieux des hivers plus rigoureux, certaines ne migrent même pas. Les espèces de ce genre suivent la règle édictée par Bergmann qui veut que les espèces les plus exposées au froid soient les plus lourdes, cependant elles en divergent légèrement car il faut dans ce cas précis, ne pas tenir compte du fait que les aires de reproductions estivales sont plus fraîches,.

## Répartition et habitats
La distribution du genre Anser est holarctique et migrent vers le sud en hiver, le plus souvent pour des régions au climat tempéré, c'est-à-dire dont les moyennes de janvier se situe entre 0 °C et 5 °C. Ces espèces vivent dans les zones humides.

## Écologie
Comme tous les Anserinae, ces oiseaux sont herbivores. Bon nageurs, ils sont capables de marcher sur de bonnes distances pour pâturer dans les prairies ou les champs. Dans l'eau, ils peuvent plonger pour atteindre les plantes submergées.

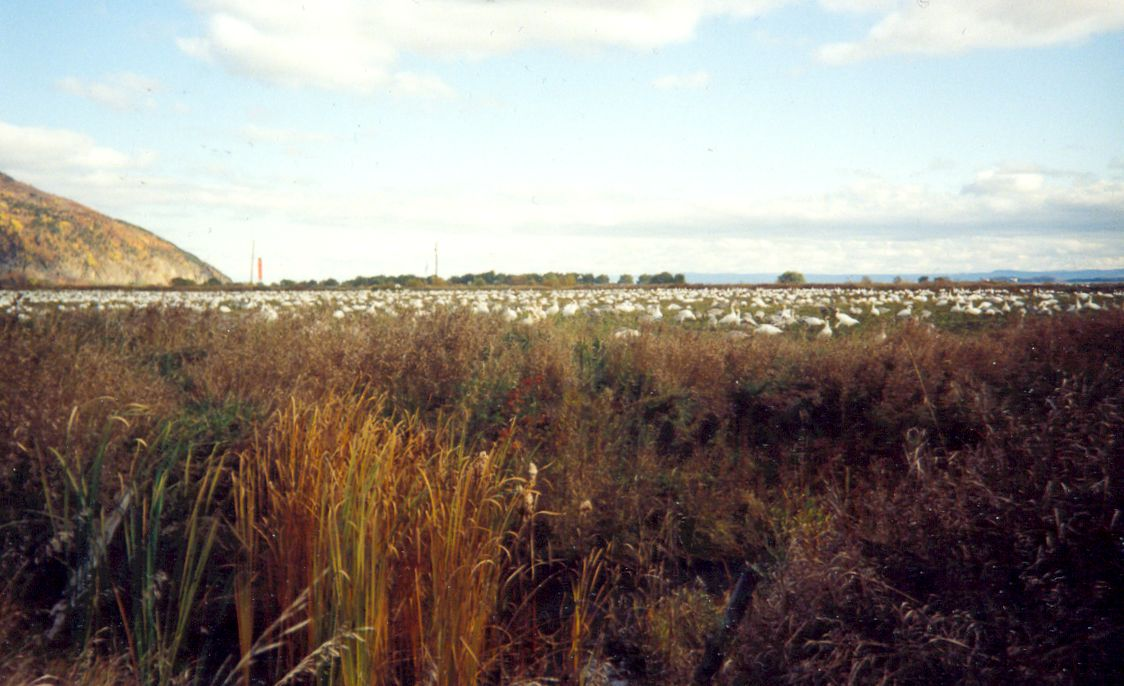
Oies des neiges sur la Réserve nationale de faune du cap Tourmente

Les couples de reproducteurs s'unissent normalement à vie, au sein de colonie qui peuvent atteindre plusieurs milliers d'individu et qui peuvent mélanger plusieurs espèces d'oies. Les plus grandes colonies étant formées par l'Oie à bec court. En hiver, pour la migration, on a observé des vols de plus de 800 000 oies des neiges sur un même site.

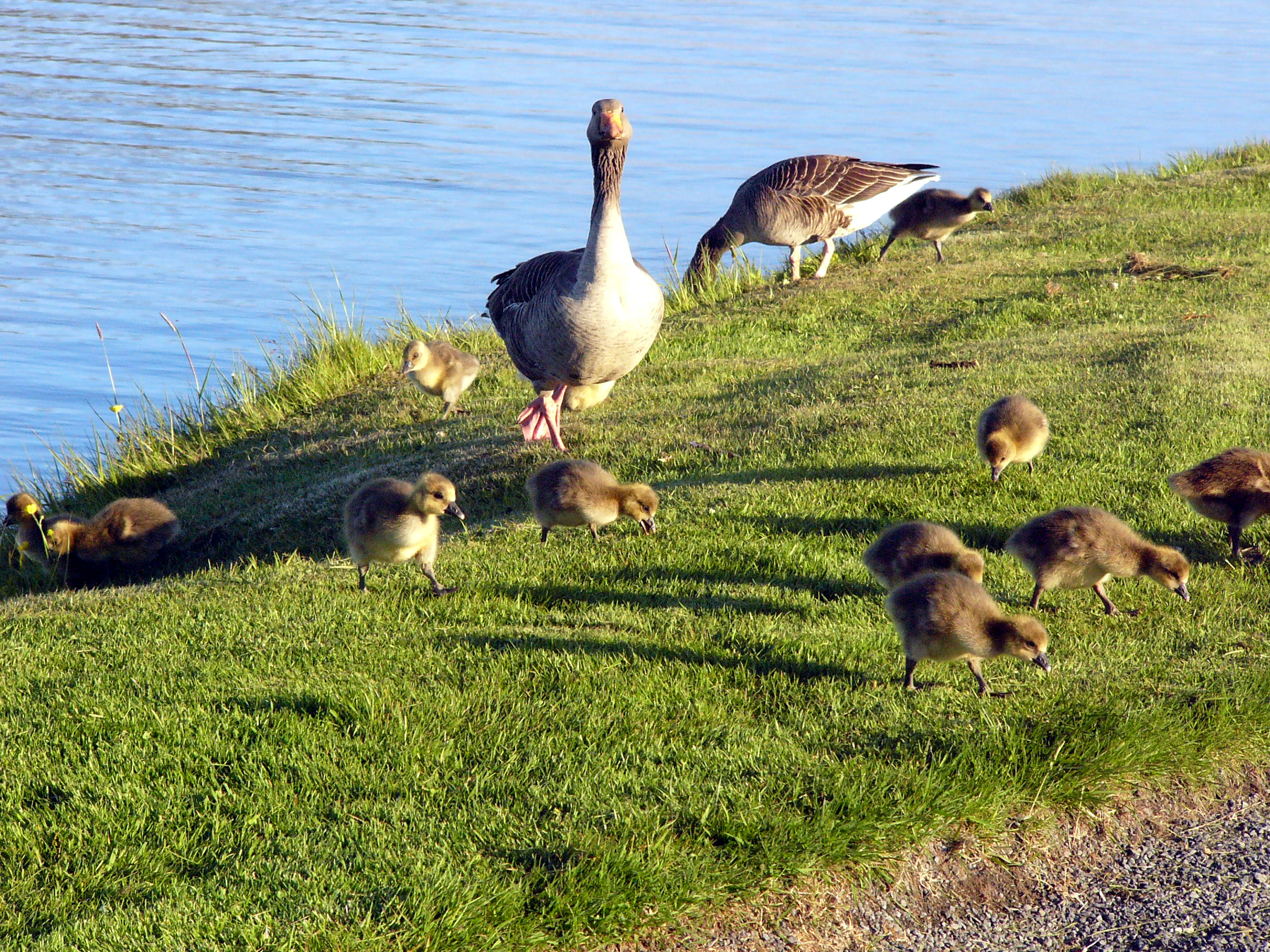
Famille d'oie pâturant

L'été, ces oiseaux nichent près de l'eau, le plus souvent sur de petites îles ou îlots pour se mettre à l'abri des prédateurs non-volants, quelquefois dans des falaises et plus rarement dans les trous d'arbres. Le nid est tapissé de duvet que les adultes s'extraient du poitrail. De deux à huit œufs sont déposés et éclosent après 20 à 21 jours. Les oisons sont nidifuges et sont immédiatement conduits par les parents pour se nourrir d'eux-mêmes. Les petits peuvent gagner l'eau mais restent près des rives qu'ils regagnent dès qu'un cri d'alarme est poussé par un adulte. Les parents peuvent intervenir vigoureusement pour protéger leurs petits. Les oisons peuvent voler après 40 à 60 jours. Les juvéniles sont matures selon les espèces, au plus tôt après la seconde année, mais chez les oies cendrées par exemple, il faut cinq ans,.

## Systématique et taxonomie

### Phylogénie
Les analyses des séquences d'ADN mitochondrial ont été utilisées déterminer la phylogénie des espèces du genre Anser. La phylogénie obtenue est différente de la vision traditionnelle sans pour autant être incompatible. Les différences génétiques observées entre les espèces Anser représentent entre 0,9 à 5,5 % du génome, ce qui autorise à penser que ces espèces sont d'une étroite parenté. La position dans l'arbre phylogénétique de quatre espèces très proches (l'Oie des moissons, l'Oie à bec court, l'Oie rieuse et l'Oie naine) est incertaine. La diversification de ces espèces est, en tout état de cause, récente.
La divergence du groupe formé par ce genre et le genre Branta a été estimé à 5 Ma sur la base de l'examen de fossiles.
En 2016, Ottenburghs et ses collègues ont publié une étude établissant les relations phylogénétiques entre les espèces en comparant des séquences d'ADN exoniques.
|  | Oie empereur (Anser canagicus)                                                                     |
|  | |
|  | \| \| Oie de Ross (Anser rossii) \| \| \| \| \| \| Oie des neiges (Anser caerulescens) \| \| \| \| |
|  | |
|  | Oie de Ross (Anser rossii)                                                                         |
|  | |
|  | Oie des neiges (Anser caerulescens)                                                                |
|  | |

|  | Oie de Ross (Anser rossii)          |
|  |                                     |
|  | Oie des neiges (Anser caerulescens) |
|  |                                     |

|  | Oie des moissons (Anser fabalis)                                                                                  |
|  | |
|  | \| \| Oie à bec court (Anser brachyrhynchus) \| \| \| \| \| \| Oie de la toundra (Anser serrirostris) \| \| \| \| |
|  | |
|  | Oie à bec court (Anser brachyrhynchus)                                                                            |
|  | |
|  | Oie de la toundra (Anser serrirostris)                                                                            |
|  | |

|  | Oie à bec court (Anser brachyrhynchus) |
|  |                                        |
|  | Oie de la toundra (Anser serrirostris) |
|  |                                        |

|  | Oie rieuse (Anser albifrons) |
|  |                              |
|  | Oie naine (Anser erythropus) |
|  |                              |

|  | Oie des moissons (Anser fabalis)                                                                                  |
|  | |
|  | \| \| Oie à bec court (Anser brachyrhynchus) \| \| \| \| \| \| Oie de la toundra (Anser serrirostris) \| \| \| \| |
|  | |
|  | Oie à bec court (Anser brachyrhynchus)                                                                            |
|  | |
|  | Oie de la toundra (Anser serrirostris)                                                                            |
|  | |

|  | Oie à bec court (Anser brachyrhynchus) |
|  |                                        |
|  | Oie de la toundra (Anser serrirostris) |
|  |                                        |

|  | Oie rieuse (Anser albifrons) |
|  |                              |
|  | Oie naine (Anser erythropus) |
|  |                              |

|  | Oie des moissons (Anser fabalis)                                                                                  |
|  | |
|  | \| \| Oie à bec court (Anser brachyrhynchus) \| \| \| \| \| \| Oie de la toundra (Anser serrirostris) \| \| \| \| |
|  | |
|  | Oie à bec court (Anser brachyrhynchus)                                                                            |
|  | |
|  | Oie de la toundra (Anser serrirostris)                                                                            |
|  | |

|  | Oie à bec court (Anser brachyrhynchus) |
|  |                                        |
|  | Oie de la toundra (Anser serrirostris) |
|  |                                        |

|  | Oie rieuse (Anser albifrons) |
|  |                              |
|  | Oie naine (Anser erythropus) |
|  |                              |

|  | Oie des moissons (Anser fabalis)                                                                                  |
|  | |
|  | \| \| Oie à bec court (Anser brachyrhynchus) \| \| \| \| \| \| Oie de la toundra (Anser serrirostris) \| \| \| \| |
|  | |
|  | Oie à bec court (Anser brachyrhynchus)                                                                            |
|  | |
|  | Oie de la toundra (Anser serrirostris)                                                                            |
|  | |

|  | Oie à bec court (Anser brachyrhynchus) |
|  |                                        |
|  | Oie de la toundra (Anser serrirostris) |
|  |                                        |

|  | Oie rieuse (Anser albifrons) |
|  |                              |
|  | Oie naine (Anser erythropus) |
|  |                              |

|  | Oie des moissons (Anser fabalis)                                                                                  |
|  | |
|  | \| \| Oie à bec court (Anser brachyrhynchus) \| \| \| \| \| \| Oie de la toundra (Anser serrirostris) \| \| \| \| |
|  | |
|  | Oie à bec court (Anser brachyrhynchus)                                                                            |
|  | |
|  | Oie de la toundra (Anser serrirostris)                                                                            |
|  | |

|  | Oie à bec court (Anser brachyrhynchus) |
|  |                                        |
|  | Oie de la toundra (Anser serrirostris) |
|  |                                        |

|  | Oie rieuse (Anser albifrons) |
|  |                              |
|  | Oie naine (Anser erythropus) |
|  |                              |

|  | Oie des moissons (Anser fabalis)                                                                                  |
|  | |
|  | \| \| Oie à bec court (Anser brachyrhynchus) \| \| \| \| \| \| Oie de la toundra (Anser serrirostris) \| \| \| \| |
|  | |
|  | Oie à bec court (Anser brachyrhynchus)                                                                            |
|  | |
|  | Oie de la toundra (Anser serrirostris)                                                                            |
|  | |

|  | Oie à bec court (Anser brachyrhynchus) |
|  |                                        |
|  | Oie de la toundra (Anser serrirostris) |
|  |                                        |

|  | Oie rieuse (Anser albifrons) |
|  |                              |
|  | Oie naine (Anser erythropus) |
|  |                              |

|  | Oie des moissons (Anser fabalis)                                                                                  |
|  | |
|  | \| \| Oie à bec court (Anser brachyrhynchus) \| \| \| \| \| \| Oie de la toundra (Anser serrirostris) \| \| \| \| |
|  | |
|  | Oie à bec court (Anser brachyrhynchus)                                                                            |
|  | |
|  | Oie de la toundra (Anser serrirostris)                                                                            |
|  | |

|  | Oie à bec court (Anser brachyrhynchus) |
|  |                                        |
|  | Oie de la toundra (Anser serrirostris) |
|  |                                        |

|  | Oie rieuse (Anser albifrons) |
|  |                              |
|  | Oie naine (Anser erythropus) |
|  |                              |

|  | Oie des moissons (Anser fabalis)                                                                                  |
|  | |
|  | \| \| Oie à bec court (Anser brachyrhynchus) \| \| \| \| \| \| Oie de la toundra (Anser serrirostris) \| \| \| \| |
|  | |
|  | Oie à bec court (Anser brachyrhynchus)                                                                            |
|  | |
|  | Oie de la toundra (Anser serrirostris)                                                                            |
|  | |

|  | Oie à bec court (Anser brachyrhynchus) |
|  |                                        |
|  | Oie de la toundra (Anser serrirostris) |
|  |                                        |

|  | Oie rieuse (Anser albifrons) |
|  |                              |
|  | Oie naine (Anser erythropus) |
|  |                              |

|  | Oie empereur (Anser canagicus)                                                                     |
|  | |
|  | \| \| Oie de Ross (Anser rossii) \| \| \| \| \| \| Oie des neiges (Anser caerulescens) \| \| \| \| |
|  | |
|  | Oie de Ross (Anser rossii)                                                                         |
|  | |
|  | Oie des neiges (Anser caerulescens)                                                                |
|  | |

|  | Oie de Ross (Anser rossii)          |
|  |                                     |
|  | Oie des neiges (Anser caerulescens) |
|  |                                     |

|  | Oie des moissons (Anser fabalis)                                                                                  |
|  | |
|  | \| \| Oie à bec court (Anser brachyrhynchus) \| \| \| \| \| \| Oie de la toundra (Anser serrirostris) \| \| \| \| |
|  | |
|  | Oie à bec court (Anser brachyrhynchus)                                                                            |
|  | |
|  | Oie de la toundra (Anser serrirostris)                                                                            |
|  | |

|  | Oie à bec court (Anser brachyrhynchus) |
|  |                                        |
|  | Oie de la toundra (Anser serrirostris) |
|  |                                        |

|  | Oie rieuse (Anser albifrons) |
|  |                              |
|  | Oie naine (Anser erythropus) |
|  |                              |

|  | Oie des moissons (Anser fabalis)                                                                                  |
|  | |
|  | \| \| Oie à bec court (Anser brachyrhynchus) \| \| \| \| \| \| Oie de la toundra (Anser serrirostris) \| \| \| \| |
|  | |
|  | Oie à bec court (Anser brachyrhynchus)                                                                            |
|  | |
|  | Oie de la toundra (Anser serrirostris)                                                                            |
|  | |

|  | Oie à bec court (Anser brachyrhynchus) |
|  |                                        |
|  | Oie de la toundra (Anser serrirostris) |
|  |                                        |

|  | Oie rieuse (Anser albifrons) |
|  |                              |
|  | Oie naine (Anser erythropus) |
|  |                              |

|  | Oie des moissons (Anser fabalis)                                                                                  |
|  | |
|  | \| \| Oie à bec court (Anser brachyrhynchus) \| \| \| \| \| \| Oie de la toundra (Anser serrirostris) \| \| \| \| |
|  | |
|  | Oie à bec court (Anser brachyrhynchus)                                                                            |
|  | |
|  | Oie de la toundra (Anser serrirostris)                                                                            |
|  | |

|  | Oie à bec court (Anser brachyrhynchus) |
|  |                                        |
|  | Oie de la toundra (Anser serrirostris) |
|  |                                        |

|  | Oie rieuse (Anser albifrons) |
|  |                              |
|  | Oie naine (Anser erythropus) |
|  |                              |

|  | Oie des moissons (Anser fabalis)                                                                                  |
|  | |
|  | \| \| Oie à bec court (Anser brachyrhynchus) \| \| \| \| \| \| Oie de la toundra (Anser serrirostris) \| \| \| \| |
|  | |
|  | Oie à bec court (Anser brachyrhynchus)                                                                            |
|  | |
|  | Oie de la toundra (Anser serrirostris)                                                                            |
|  | |

|  | Oie à bec court (Anser brachyrhynchus) |
|  |                                        |
|  | Oie de la toundra (Anser serrirostris) |
|  |                                        |

|  | Oie rieuse (Anser albifrons) |
|  |                              |
|  | Oie naine (Anser erythropus) |
|  |                              |

|  | Oie des moissons (Anser fabalis)                                                                                  |
|  | |
|  | \| \| Oie à bec court (Anser brachyrhynchus) \| \| \| \| \| \| Oie de la toundra (Anser serrirostris) \| \| \| \| |
|  | |
|  | Oie à bec court (Anser brachyrhynchus)                                                                            |
|  | |
|  | Oie de la toundra (Anser serrirostris)                                                                            |
|  | |

|  | Oie à bec court (Anser brachyrhynchus) |
|  |                                        |
|  | Oie de la toundra (Anser serrirostris) |
|  |                                        |

|  | Oie rieuse (Anser albifrons) |
|  |                              |
|  | Oie naine (Anser erythropus) |
|  |                              |

|  | Oie des moissons (Anser fabalis)                                                                                  |
|  | |
|  | \| \| Oie à bec court (Anser brachyrhynchus) \| \| \| \| \| \| Oie de la toundra (Anser serrirostris) \| \| \| \| |
|  | |
|  | Oie à bec court (Anser brachyrhynchus)                                                                            |
|  | |
|  | Oie de la toundra (Anser serrirostris)                                                                            |
|  | |

|  | Oie à bec court (Anser brachyrhynchus) |
|  |                                        |
|  | Oie de la toundra (Anser serrirostris) |
|  |                                        |

|  | Oie rieuse (Anser albifrons) |
|  |                              |
|  | Oie naine (Anser erythropus) |
|  |                              |

|  | Oie des moissons (Anser fabalis)                                                                                  |
|  | |
|  | \| \| Oie à bec court (Anser brachyrhynchus) \| \| \| \| \| \| Oie de la toundra (Anser serrirostris) \| \| \| \| |
|  | |
|  | Oie à bec court (Anser brachyrhynchus)                                                                            |
|  | |
|  | Oie de la toundra (Anser serrirostris)                                                                            |
|  | |

|  | Oie à bec court (Anser brachyrhynchus) |
|  |                                        |
|  | Oie de la toundra (Anser serrirostris) |
|  |                                        |

|  | Oie rieuse (Anser albifrons) |
|  |                              |
|  | Oie naine (Anser erythropus) |
|  |                              |

|  | Oie des moissons (Anser fabalis)                                                                                  |
|  | |
|  | \| \| Oie à bec court (Anser brachyrhynchus) \| \| \| \| \| \| Oie de la toundra (Anser serrirostris) \| \| \| \| |
|  | |
|  | Oie à bec court (Anser brachyrhynchus)                                                                            |
|  | |
|  | Oie de la toundra (Anser serrirostris)                                                                            |
|  | |

|  | Oie à bec court (Anser brachyrhynchus) |
|  |                                        |
|  | Oie de la toundra (Anser serrirostris) |
|  |                                        |

|  | Oie rieuse (Anser albifrons) |
|  |                              |
|  | Oie naine (Anser erythropus) |
|  |                              |

|  | Oie empereur (Anser canagicus)                                                                     |
|  | |
|  | \| \| Oie de Ross (Anser rossii) \| \| \| \| \| \| Oie des neiges (Anser caerulescens) \| \| \| \| |
|  | |
|  | Oie de Ross (Anser rossii)                                                                         |
|  | |
|  | Oie des neiges (Anser caerulescens)                                                                |
|  | |

|  | Oie de Ross (Anser rossii)          |
|  |                                     |
|  | Oie des neiges (Anser caerulescens) |
|  |                                     |

|  | Oie des moissons (Anser fabalis)                                                                                  |
|  | |
|  | \| \| Oie à bec court (Anser brachyrhynchus) \| \| \| \| \| \| Oie de la toundra (Anser serrirostris) \| \| \| \| |
|  | |
|  | Oie à bec court (Anser brachyrhynchus)                                                                            |
|  | |
|  | Oie de la toundra (Anser serrirostris)                                                                            |
|  | |

|  | Oie à bec court (Anser brachyrhynchus) |
|  |                                        |
|  | Oie de la toundra (Anser serrirostris) |
|  |                                        |

|  | Oie rieuse (Anser albifrons) |
|  |                              |
|  | Oie naine (Anser erythropus) |
|  |                              |

|  | Oie des moissons (Anser fabalis)                                                                                  |
|  | |
|  | \| \| Oie à bec court (Anser brachyrhynchus) \| \| \| \| \| \| Oie de la toundra (Anser serrirostris) \| \| \| \| |
|  | |
|  | Oie à bec court (Anser brachyrhynchus)                                                                            |
|  | |
|  | Oie de la toundra (Anser serrirostris)                                                                            |
|  | |

|  | Oie à bec court (Anser brachyrhynchus) |
|  |                                        |
|  | Oie de la toundra (Anser serrirostris) |
|  |                                        |

|  | Oie rieuse (Anser albifrons) |
|  |                              |
|  | Oie naine (Anser erythropus) |
|  |                              |

|  | Oie des moissons (Anser fabalis)                                                                                  |
|  | |
|  | \| \| Oie à bec court (Anser brachyrhynchus) \| \| \| \| \| \| Oie de la toundra (Anser serrirostris) \| \| \| \| |
|  | |
|  | Oie à bec court (Anser brachyrhynchus)                                                                            |
|  | |
|  | Oie de la toundra (Anser serrirostris)                                                                            |
|  | |

|  | Oie à bec court (Anser brachyrhynchus) |
|  |                                        |
|  | Oie de la toundra (Anser serrirostris) |
|  |                                        |

|  | Oie rieuse (Anser albifrons) |
|  |                              |
|  | Oie naine (Anser erythropus) |
|  |                              |

|  | Oie des moissons (Anser fabalis)                                                                                  |
|  | |
|  | \| \| Oie à bec court (Anser brachyrhynchus) \| \| \| \| \| \| Oie de la toundra (Anser serrirostris) \| \| \| \| |
|  | |
|  | Oie à bec court (Anser brachyrhynchus)                                                                            |
|  | |
|  | Oie de la toundra (Anser serrirostris)                                                                            |
|  | |

|  | Oie à bec court (Anser brachyrhynchus) |
|  |                                        |
|  | Oie de la toundra (Anser serrirostris) |
|  |                                        |

|  | Oie rieuse (Anser albifrons) |
|  |                              |
|  | Oie naine (Anser erythropus) |
|  |                              |

|  | Oie des moissons (Anser fabalis)                                                                                  |
|  | |
|  | \| \| Oie à bec court (Anser brachyrhynchus) \| \| \| \| \| \| Oie de la toundra (Anser serrirostris) \| \| \| \| |
|  | |
|  | Oie à bec court (Anser brachyrhynchus)                                                                            |
|  | |
|  | Oie de la toundra (Anser serrirostris)                                                                            |
|  | |

|  | Oie à bec court (Anser brachyrhynchus) |
|  |                                        |
|  | Oie de la toundra (Anser serrirostris) |
|  |                                        |

|  | Oie rieuse (Anser albifrons) |
|  |                              |
|  | Oie naine (Anser erythropus) |
|  |                              |

|  | Oie des moissons (Anser fabalis)                                                                                  |
|  | |
|  | \| \| Oie à bec court (Anser brachyrhynchus) \| \| \| \| \| \| Oie de la toundra (Anser serrirostris) \| \| \| \| |
|  | |
|  | Oie à bec court (Anser brachyrhynchus)                                                                            |
|  | |
|  | Oie de la toundra (Anser serrirostris)                                                                            |
|  | |

|  | Oie à bec court (Anser brachyrhynchus) |
|  |                                        |
|  | Oie de la toundra (Anser serrirostris) |
|  |                                        |

|  | Oie rieuse (Anser albifrons) |
|  |                              |
|  | Oie naine (Anser erythropus) |
|  |                              |

|  | Oie des moissons (Anser fabalis)                                                                                  |
|  | |
|  | \| \| Oie à bec court (Anser brachyrhynchus) \| \| \| \| \| \| Oie de la toundra (Anser serrirostris) \| \| \| \| |
|  | |
|  | Oie à bec court (Anser brachyrhynchus)                                                                            |
|  | |
|  | Oie de la toundra (Anser serrirostris)                                                                            |
|  | |

|  | Oie à bec court (Anser brachyrhynchus) |
|  |                                        |
|  | Oie de la toundra (Anser serrirostris) |
|  |                                        |

|  | Oie rieuse (Anser albifrons) |
|  |                              |
|  | Oie naine (Anser erythropus) |
|  |                              |

|  | Oie des moissons (Anser fabalis)                                                                                  |
|  | |
|  | \| \| Oie à bec court (Anser brachyrhynchus) \| \| \| \| \| \| Oie de la toundra (Anser serrirostris) \| \| \| \| |
|  | |
|  | Oie à bec court (Anser brachyrhynchus)                                                                            |
|  | |
|  | Oie de la toundra (Anser serrirostris)                                                                            |
|  | |

|  | Oie à bec court (Anser brachyrhynchus) |
|  |                                        |
|  | Oie de la toundra (Anser serrirostris) |
|  |                                        |

|  | Oie rieuse (Anser albifrons) |
|  |                              |
|  | Oie naine (Anser erythropus) |
|  |                              |

|  | Oie empereur (Anser canagicus)                                                                     |
|  | |
|  | \| \| Oie de Ross (Anser rossii) \| \| \| \| \| \| Oie des neiges (Anser caerulescens) \| \| \| \| |
|  | |
|  | Oie de Ross (Anser rossii)                                                                         |
|  | |
|  | Oie des neiges (Anser caerulescens)                                                                |
|  | |

|  | Oie de Ross (Anser rossii)          |
|  |                                     |
|  | Oie des neiges (Anser caerulescens) |
|  |                                     |

|  | Oie des moissons (Anser fabalis)                                                                                  |
|  | |
|  | \| \| Oie à bec court (Anser brachyrhynchus) \| \| \| \| \| \| Oie de la toundra (Anser serrirostris) \| \| \| \| |
|  | |
|  | Oie à bec court (Anser brachyrhynchus)                                                                            |
|  | |
|  | Oie de la toundra (Anser serrirostris)                                                                            |
|  | |

|  | Oie à bec court (Anser brachyrhynchus) |
|  |                                        |
|  | Oie de la toundra (Anser serrirostris) |
|  |                                        |

|  | Oie rieuse (Anser albifrons) |
|  |                              |
|  | Oie naine (Anser erythropus) |
|  |                              |

|  | Oie des moissons (Anser fabalis)                                                                                  |
|  | |
|  | \| \| Oie à bec court (Anser brachyrhynchus) \| \| \| \| \| \| Oie de la toundra (Anser serrirostris) \| \| \| \| |
|  | |
|  | Oie à bec court (Anser brachyrhynchus)                                                                            |
|  | |
|  | Oie de la toundra (Anser serrirostris)                                                                            |
|  | |

|  | Oie à bec court (Anser brachyrhynchus) |
|  |                                        |
|  | Oie de la toundra (Anser serrirostris) |
|  |                                        |

|  | Oie rieuse (Anser albifrons) |
|  |                              |
|  | Oie naine (Anser erythropus) |
|  |                              |

|  | Oie des moissons (Anser fabalis)                                                                                  |
|  | |
|  | \| \| Oie à bec court (Anser brachyrhynchus) \| \| \| \| \| \| Oie de la toundra (Anser serrirostris) \| \| \| \| |
|  | |
|  | Oie à bec court (Anser brachyrhynchus)                                                                            |
|  | |
|  | Oie de la toundra (Anser serrirostris)                                                                            |
|  | |

|  | Oie à bec court (Anser brachyrhynchus) |
|  |                                        |
|  | Oie de la toundra (Anser serrirostris) |
|  |                                        |

|  | Oie rieuse (Anser albifrons) |
|  |                              |
|  | Oie naine (Anser erythropus) |
|  |                              |

|  | Oie des moissons (Anser fabalis)                                                                                  |
|  | |
|  | \| \| Oie à bec court (Anser brachyrhynchus) \| \| \| \| \| \| Oie de la toundra (Anser serrirostris) \| \| \| \| |
|  | |
|  | Oie à bec court (Anser brachyrhynchus)                                                                            |
|  | |
|  | Oie de la toundra (Anser serrirostris)                                                                            |
|  | |

|  | Oie à bec court (Anser brachyrhynchus) |
|  |                                        |
|  | Oie de la toundra (Anser serrirostris) |
|  |                                        |

|  | Oie rieuse (Anser albifrons) |
|  |                              |
|  | Oie naine (Anser erythropus) |
|  |                              |

|  | Oie des moissons (Anser fabalis)                                                                                  |
|  | |
|  | \| \| Oie à bec court (Anser brachyrhynchus) \| \| \| \| \| \| Oie de la toundra (Anser serrirostris) \| \| \| \| |
|  | |
|  | Oie à bec court (Anser brachyrhynchus)                                                                            |
|  | |
|  | Oie de la toundra (Anser serrirostris)                                                                            |
|  | |

|  | Oie à bec court (Anser brachyrhynchus) |
|  |                                        |
|  | Oie de la toundra (Anser serrirostris) |
|  |                                        |

|  | Oie rieuse (Anser albifrons) |
|  |                              |
|  | Oie naine (Anser erythropus) |
|  |                              |

|  | Oie des moissons (Anser fabalis)                                                                                  |
|  | |
|  | \| \| Oie à bec court (Anser brachyrhynchus) \| \| \| \| \| \| Oie de la toundra (Anser serrirostris) \| \| \| \| |
|  | |
|  | Oie à bec court (Anser brachyrhynchus)                                                                            |
|  | |
|  | Oie de la toundra (Anser serrirostris)                                                                            |
|  | |

|  | Oie à bec court (Anser brachyrhynchus) |
|  |                                        |
|  | Oie de la toundra (Anser serrirostris) |
|  |                                        |

|  | Oie rieuse (Anser albifrons) |
|  |                              |
|  | Oie naine (Anser erythropus) |
|  |                              |

|  | Oie des moissons (Anser fabalis)                                                                                  |
|  | |
|  | \| \| Oie à bec court (Anser brachyrhynchus) \| \| \| \| \| \| Oie de la toundra (Anser serrirostris) \| \| \| \| |
|  | |
|  | Oie à bec court (Anser brachyrhynchus)                                                                            |
|  | |
|  | Oie de la toundra (Anser serrirostris)                                                                            |
|  | |

|  | Oie à bec court (Anser brachyrhynchus) |
|  |                                        |
|  | Oie de la toundra (Anser serrirostris) |
|  |                                        |

|  | Oie rieuse (Anser albifrons) |
|  |                              |
|  | Oie naine (Anser erythropus) |
|  |                              |

|  | Oie des moissons (Anser fabalis)                                                                                  |
|  | |
|  | \| \| Oie à bec court (Anser brachyrhynchus) \| \| \| \| \| \| Oie de la toundra (Anser serrirostris) \| \| \| \| |
|  | |
|  | Oie à bec court (Anser brachyrhynchus)                                                                            |
|  | |
|  | Oie de la toundra (Anser serrirostris)                                                                            |
|  | |

|  | Oie à bec court (Anser brachyrhynchus) |
|  |                                        |
|  | Oie de la toundra (Anser serrirostris) |
|  |                                        |

|  | Oie rieuse (Anser albifrons) |
|  |                              |
|  | Oie naine (Anser erythropus) |
|  |                              |

### Taxonomie
Il existe de nombreux synonymes à Anser :
- Cygnopsis Brandt, 1836
- Cycnopsis Agassiz, 1846
- Eulabeia Reichenbach, 1852
- Philacte Bannister, 1870
- Heterochen Short, 1970

Certains auteurs considèrent que plusieurs sous-espèces doivent avoir le rang d'espèce, d'autres non. C'est le cas pour Anser fabalis notamment. Dans d'autres cas, certains considèrent que les espèces sont en voie de différenciation comme Anser (albifrons) frontalis.
L'Oie empereur, l'Oie des neiges et l'Oie de Ross ont été classées jusqu'en 2015 dans le genre Chen sous les taxons respectifs de Chen canagica, Chen caerulescens et Chen rossii, dans la mesure où « d'un point de vue taxinomique, les Oies blanches devraient être classées dans le genre Anser, car leur appartenance au genre distinct Chen entraîne une polyphylie du genre Anser ».

### Étymologie
Le terme latin Anser qui désigne les oies dérive d'une racine indo-européenne *ghans, d'où dérive également les termes grec ancien khén, sanskrit hamsa, géiss en vieil irlandais, Gansa en espagnol, la racine germanique dérivera vers Gänse en allemand, gas en vieux norrois et goose en anglais, les racines en vieux slave donne /Gus/ comme Гуска en serbo-croate et Гуси en russe.
Le nom de famille Hus, de Jan Hus dérive du terme Tchèque husa, l'oie du genre Anser.
Les termes français et italien, respectivement oie et oca, n'ont pas la même origine que les termes des autres langues.

### Liste des espèces
Selon la classification de référence du Congrès ornithologique international (version 15.1, 2025) :
- Anser indicus (Latham, 1790) – Oie à tête barrée ;
- Anser canagicus (Sevastianov, 1802) — Oie empereur ;
- Anser rossii Cassin, 1861 — Oie de Ross ;
- Anser caerulescens (Linnaeus, 1758) — Oie des neiges ;
- Anser anser (Linnaeus, 1758) – Oie cendrée ;
- Anser cygnoides (Linnaeus, 1758) – Oie cygnoïde ;
- Anser fabalis (Latham, 1787) – Oie des moissons ;
- Anser brachyrhynchus Baillon, 1834 – Oie à bec court ;
- Anser serrirostris Gould, 1852 – Oie de la toundra ;
- Anser albifrons (Scopoli, 1769) – Oie rieuse ;
- Anser erythropus (Linnaeus, 1758) – Oie naine.

Les Oies peuvent être classées selon la couleur dominante de leur plumage :
Les Oies dites grises : Oie à bec court, Oie à tête barrée, Oie cendrée, Oie cygnoïde, Oie de la toundra, Oie des moissons, Oie naine et Oie rieuse.

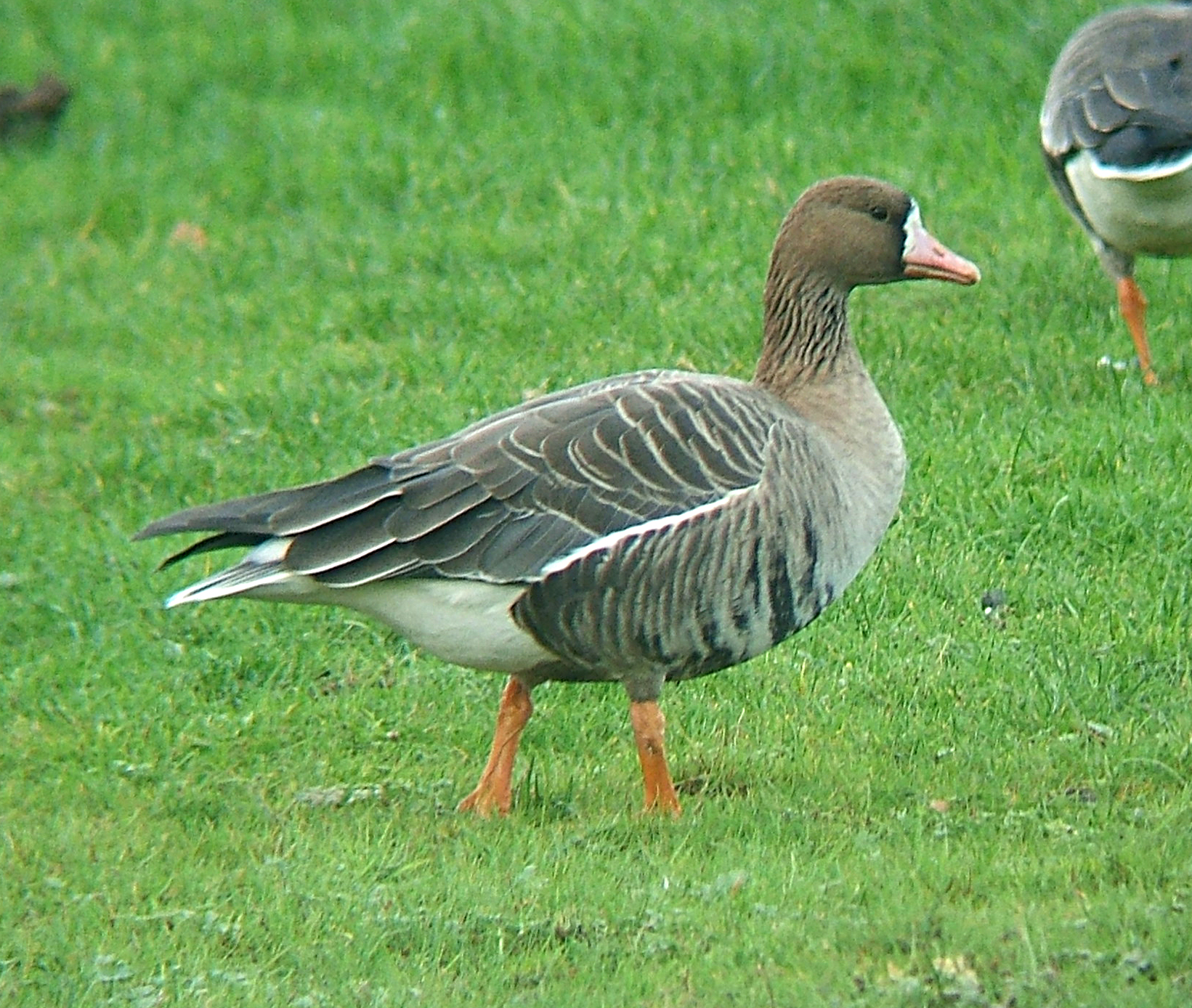
Anser albifrons
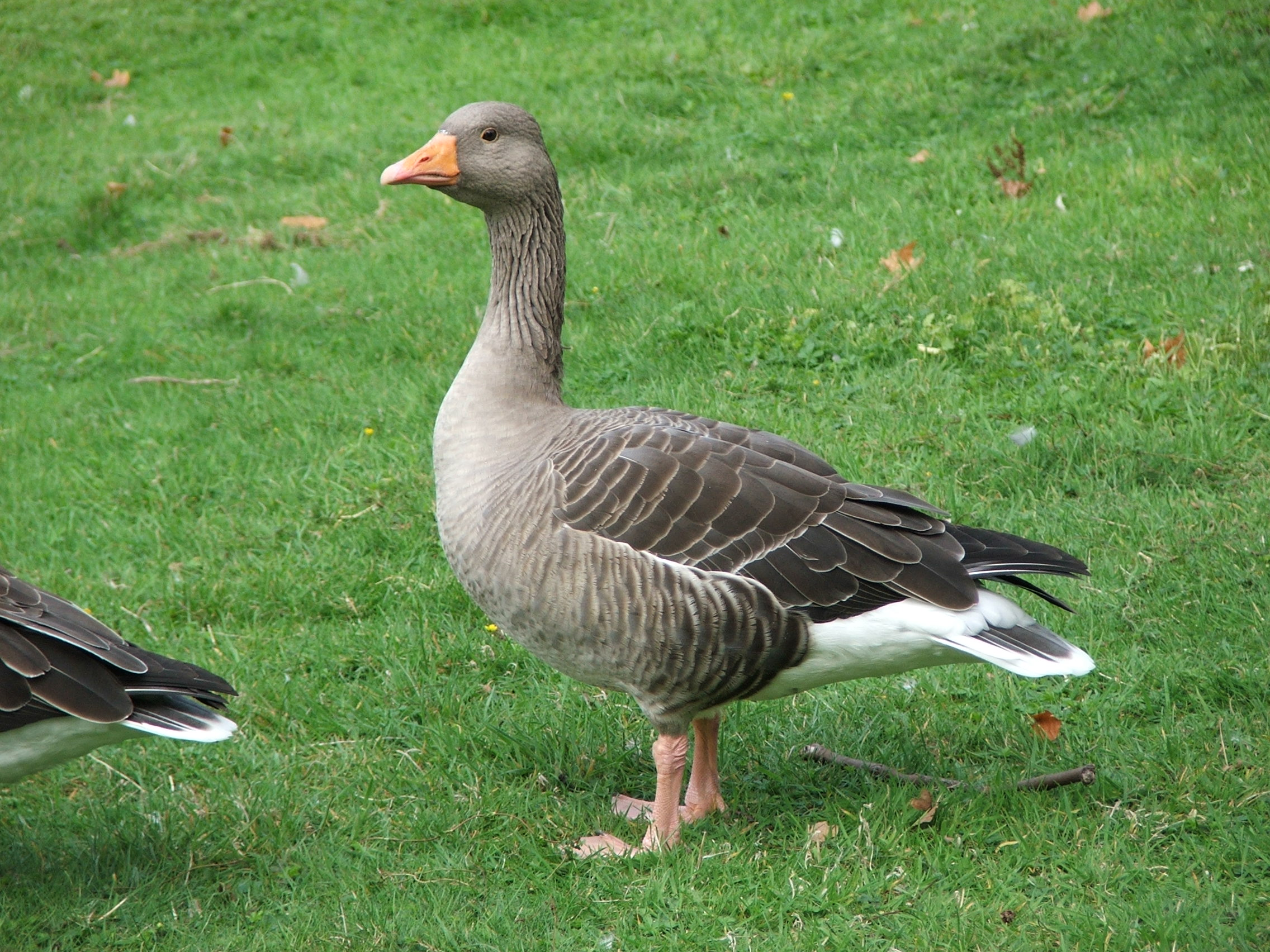
Anser anser
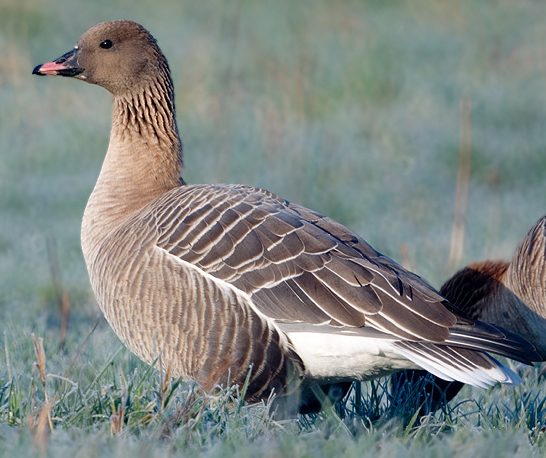
Anser brachyrhynchus
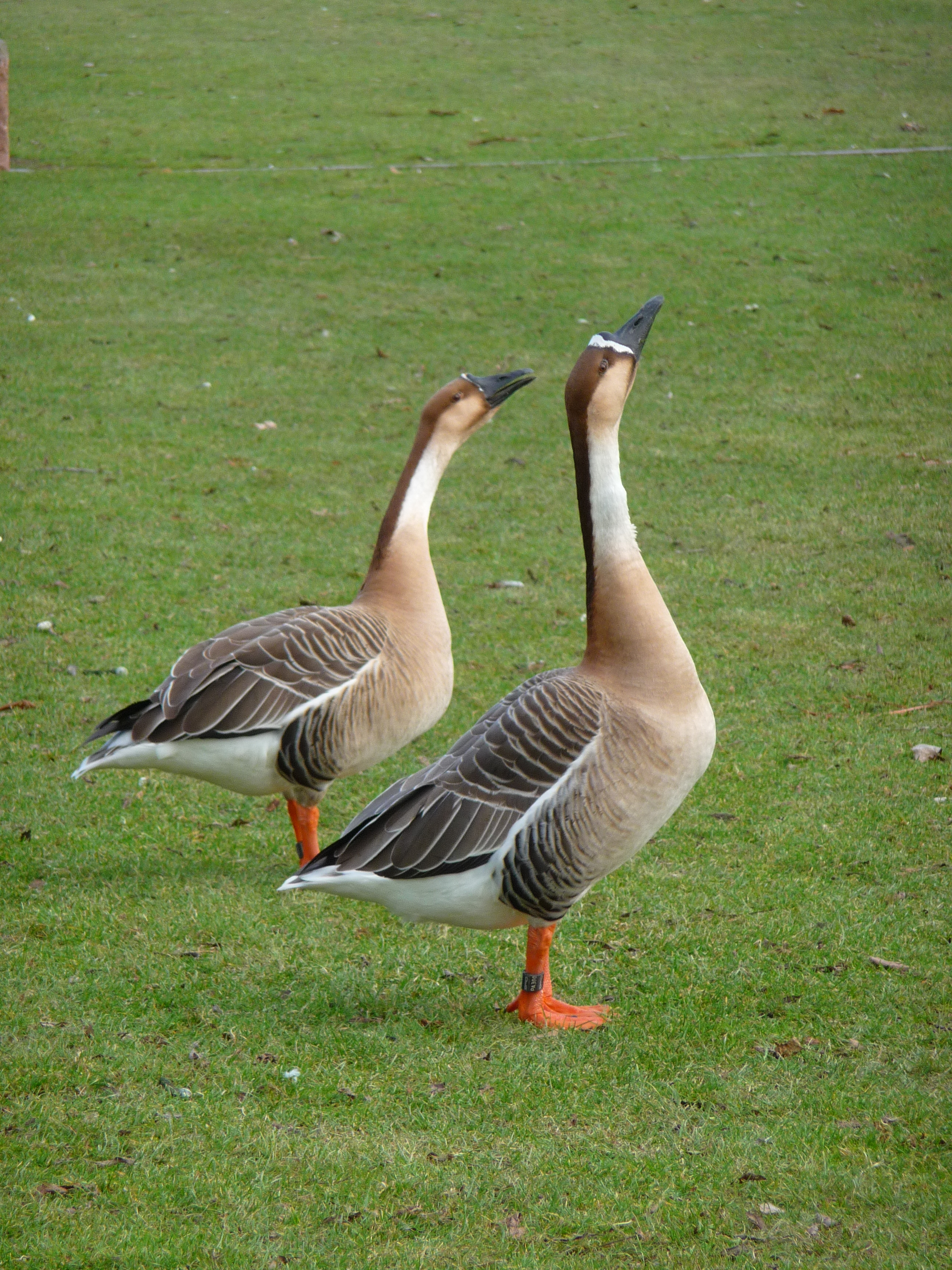
Anser cygnoides
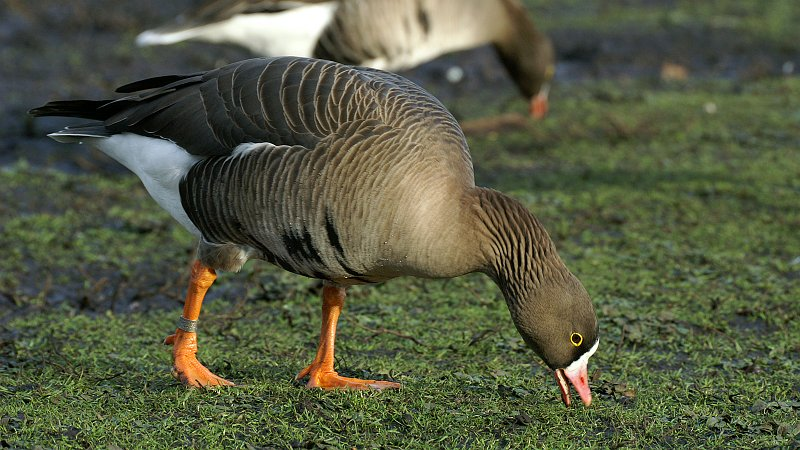
Anser erythropus
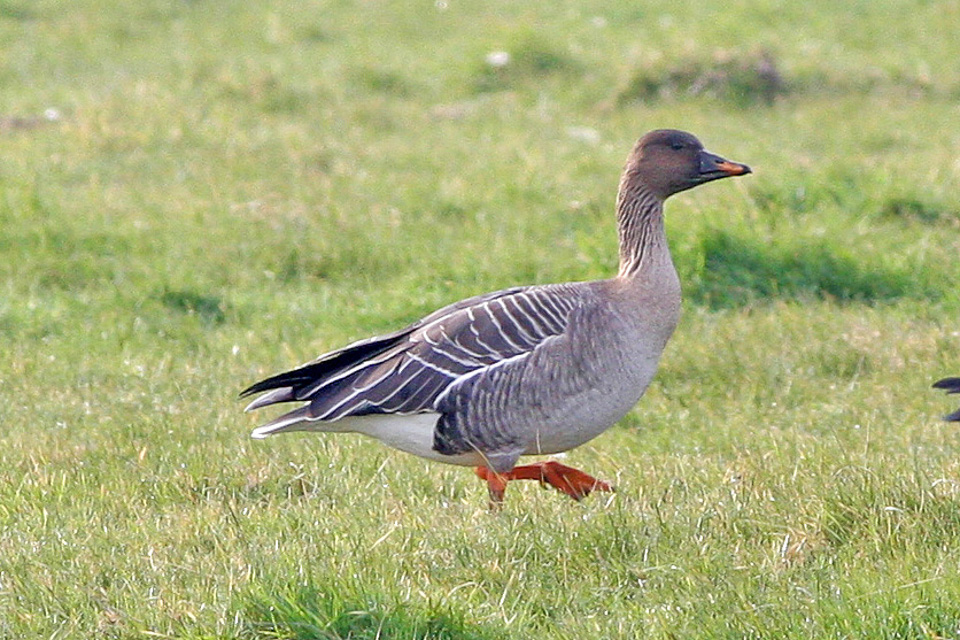
Anser fabalis
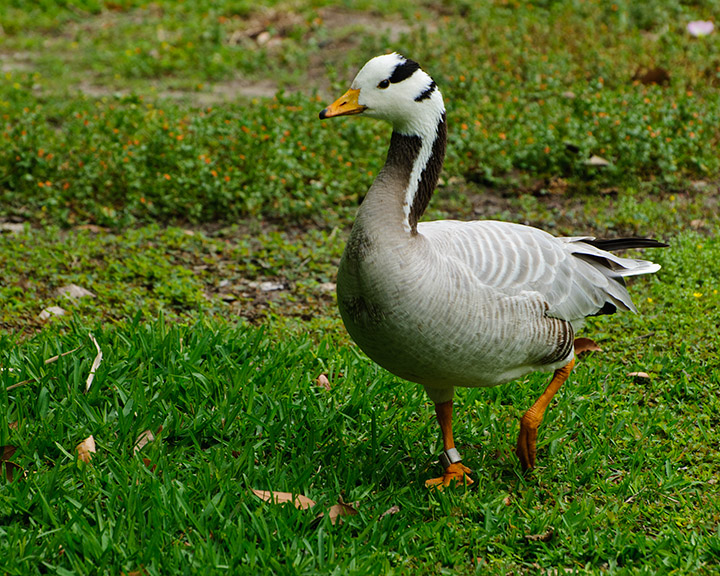
Anser indicus

Les Oies dites blanches : Oie empereur, Oie de Ross et Oie des neiges 
Ces trois espèces, qui étaient auparavant classées dans le genre Chen, sont dorénavant placées avec le genre Anser.

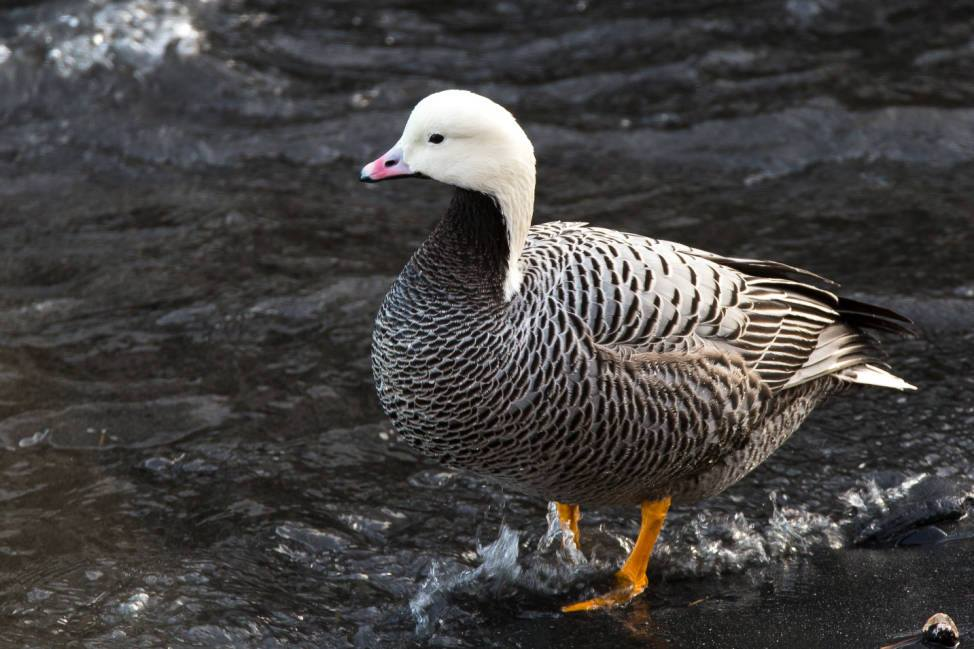
Anser canagicus
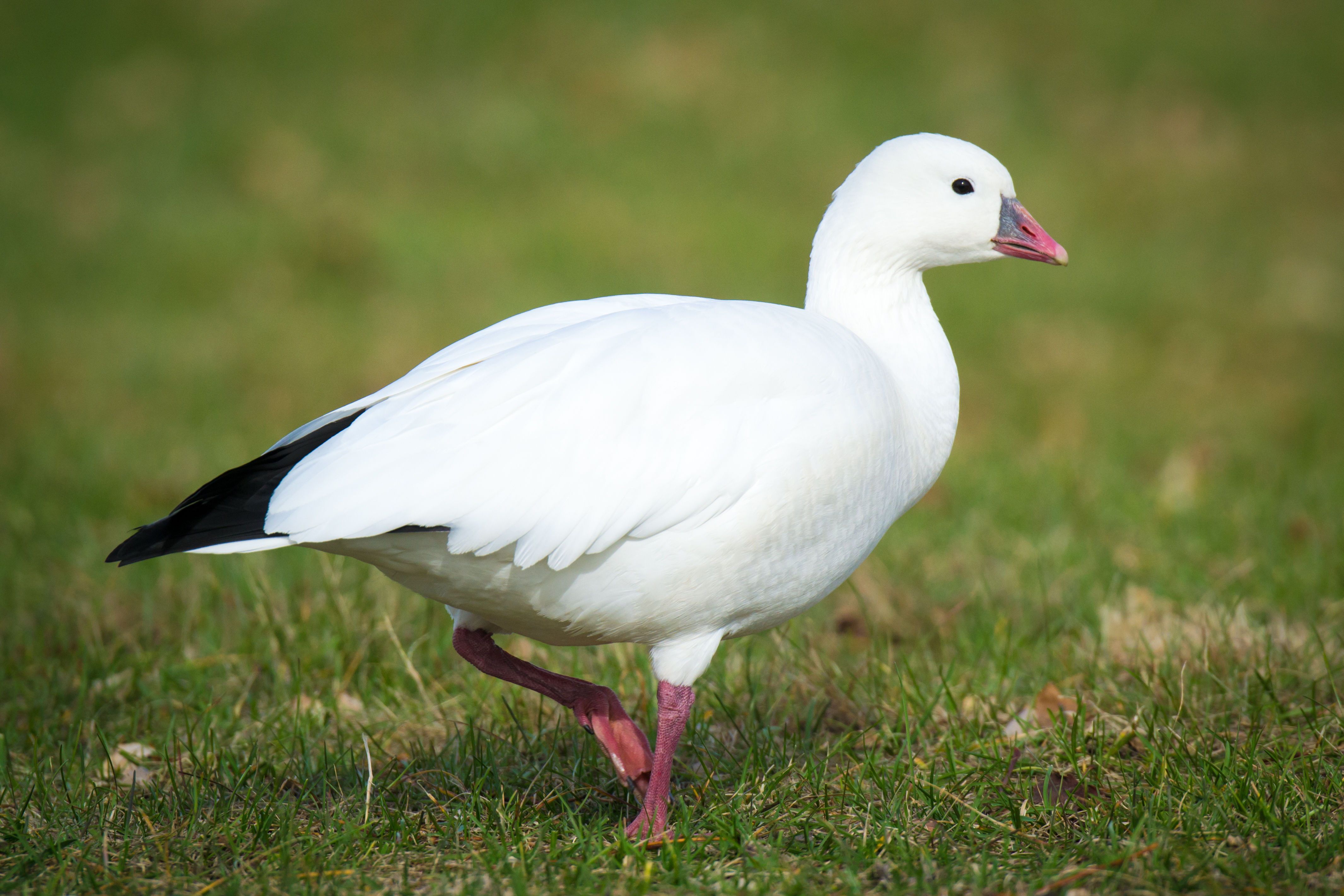
Anser rossii
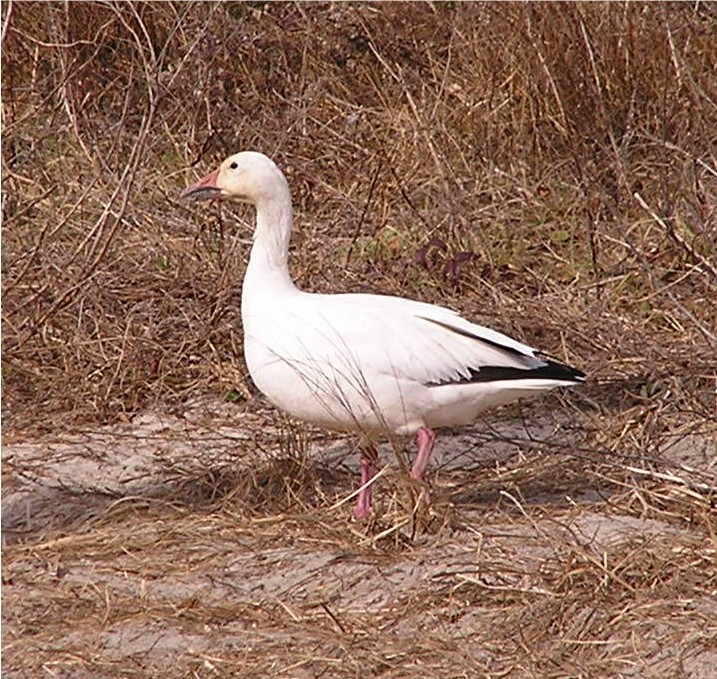
Anser caerulescens

## Relation avec les humains
Les interactions avec les humains sont nombreuses, à travers la chasse, l'élevage des oies domestiques, la transmission du H5N1, et dans certains cas, des conflits avec les agriculteurs, qui voient leurs productions hivernales menacées par le pâturage des oies. Les espèces domestiquées sont l'Oie cendrée, l'Oie cygnoïde.
Les oies sauvages de ce genre font partie du gibier d'eau et à ce titre appelées Sauvagines par les chasseurs. Toutes ces espèces sont chassées et pour certaines populations, cela menace même leur survie, cependant c'est surtout la destruction des zones humides qui entraînent le déclin des populations d'oies. En 2008, selon l'UICN, l'Oie naine est menacée, l'Oie cygnoïde est en danger, l'oie empereur est quasi-menacée. Les autres espèces de ce genre étant classées en préoccupation mineure.
Les espèces occidentales (Europe et Amérique) sont aujourd'hui moins menacées du fait de la prise de conscience de la fin du XIXe siècle de la disparition des gibiers d'eau. Ainsi la plupart de ces populations ont augmenté au cours du XXe siècle.